# (3296) Bosque Alegre
(3296) Bosque Alegre (1981 AV; 1975 SF; 1971 UN3) ist ein ungefähr zehn Kilometer großer Asteroid des mittleren Hauptgürtels, der am 30. September 1975 vom El-Leoncito-Observatorium im Nationalpark El Leoncito (IAU-Code 808; Außenstelle des Felix-Aguilar-Observatoriums) entdeckt wurde. Er gehört zur Eunomia-Familie, einer Gruppe von Asteroiden, die nach (15) Eunomia benannt ist.

## Benennung
Der Asteroid (3296) Bosque Alegre wurde nach der 1942 gegründeten Bosque Alegre Astrophysical Station benannt, die das astrophysische Zentrum des Observatorio Astronómico de Córdoba ist. Die Bosque Alegre Astrophysical Station liegt in den Sierras Chicas, 25 Kilometer von Alta Gracia entfernt auf 1250 Metern über dem Meeresspiegel.